# Ferdinand al II-lea al Celor Două Sicilii
Ferdinand al II-lea (Ferdinando Carlo), (n. 12 ianuarie 1810, Palermo, Regatul celor Două Sicilii – d. 22 mai 1859, Caserta, Campania, Italia) a fost rege al Celor Două Sicilii din 1830 până la moartea sa.

## Tinerețe
Ferdinand s-a născutla Palermo, ca fiu al regelui Francisc I al Celor Două Sicilii și a celei de-a doua soții și verișoară primară, Maria Isabella a Spaniei. Bunicii paterni au fost regele Ferdinand I al celor Două Sicilii și regina Maria Carolina a Austriei. Bunicii materni au fost Carol al IV-lea al Spaniei și Maria Luisa de Parma.
Ferdinand I și Carol al IV-lea erau frați, ambii erau fii ai regelui Carol al III-lea al Spaniei și ai reginei Maria Amalia de Saxonia.

## Primii ani ai domniei (1830-1848)
A urcat pe tronul regatului celor Două Sicilii la 8 noiembrie 1830, la vârsta de 20 de ani. În primii săi ani de domnie, Ferdinand a fost destul de popular. A publicat un edict în care a promis să acorde o atenție deosebită pentru administrarea imparțială a justiției, de a reforma finanțele și de a folosi toate eforturile pentru a vindeca rănile care au afectat regatul timp de mulți ani.
Scopul lui, spunea el, a fost să guverneze regatul într-un mod care ar aduce cea mai mare fericire pentru cel mai mare număr de supuși respectând în același timp drepturile colegilor săi monarhi și cele ale Bisericii Romano-Catolice.
Primii ani ai domniei au fost relativ pașnici: el a redus impozitele și cheltuielile, a construit prima linie de cale ferată din Italia între Neapole și palatul regal de la Portici, a dotat flota cu primul vapor cu aburi și a stabilit o conexiune telegrafică între Neapole și Palermo.
Cu toate acestea, în 1837 el a suprimat violent demonstranții sicilieni care cereau o constituție. Intelectualii progresivi, care erau motivați de înființarea unei noi societăți înființată pe o constituție modernă, au continuat să ceară regelui să acorde o constituție și să liberalizeze domnia sa.

## Revoluția de la 1848
În septembrie 1847, revolte violente inspirate de către liberali au izbucnit în Reggio Calabria și în Messina și au fost înăbușite de către militari. La 12 ianuarie 1848 a izbucnit revoluția siciliană, s-a răspândit în întreaga insulă și a servit ca o scânteie pentru revoluțiile din 1848 în toată Europa.
După izbucniri similare revoluționare în Salerno, la sud de Napoli și în regiune Cilento, care au fost sprijinite de majoritatea intelectualității regatului, la 29 ianuarie 1848 regele Ferdinand a fost nevoit să acorde o constituție după modelul francez.
O dispută a apărut cu privire la natura jurământului pe care ar trebui să-l depună membrii Camerei Deputaților. Cum un acord nu a putut fi atins iar regele a refuzat un compromis, revoltele au continuat în stradă. În cele din urmă, regele a ordonat armatei să le înăbușe și a dizolvat parlamentul național la 13 martie 1849. Deși Constituția nu a fost niciodată abrogată în mod oficial, regele s-a întors pentru a domni ca un monarh absolut.
În această perioadă, Ferdinand și-a arătat atașamentul său față de Papa Pius al IX-lea, acordându-i azil la Gaeta. Papa a fost temporar forțat să fugă din Roma după tulburări revoluționare similare. 
În același timp, Sicilia și-a proclamat independența sub conducerea lui Ruggeru Sèttimu, care, la 13 aprilie 1848 l-a declarat pe rege detronat. Ca răspuns, regele a adunat o armată de 20.000 de oameni sub comanda generalului Carlo Filangieri și a expediat-o în Sicilia pentru a-i subjuga pe liberali și a restabili autoritatea sa. 
După o campanie de durată de aproape nouă luni, regimul liberal din Sicilia a fost complet supus la 15 mai 1849.

## Ultimii ani (1849-1859)

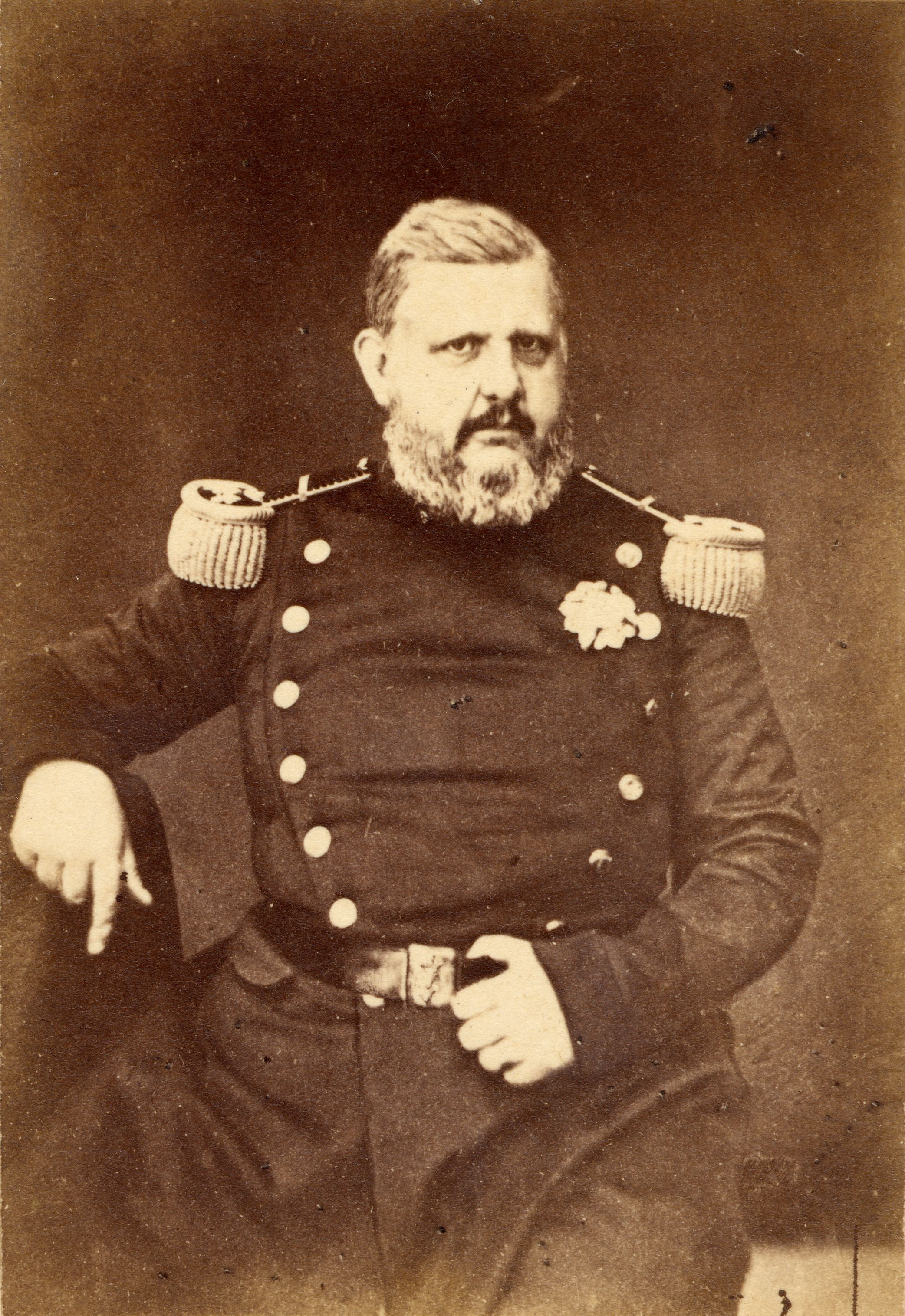
Ferdinand al II-lea într-o rară fotografie de epocă, c. 1850.

Între 1848 și 1851, politica regelui Ferdinand i-a determinat pe mulți să plece în exil. Între timp, un număr de 2000 de revoluționari suspecți sau dizidenți au fost închiși.
După ce a vizitat Neapole în 1850, Gladstone a început să sprijine adversarii napolitani ai domnitorilor bourbon: "sprijinul" lui consta în două scrisori pe care le-a trimis de la Napoli către Parlamentul de la Londra, scrisori care descriu "condițiile îngrozitoare", ale regatului din sudul Italiei și susțineau că "este negarea lui Dumnezeu ridicat la un sistem de guvernare". De fapt, Gladstone nici nu a fost în sudul Italiei și, prin urmare, unele dintre acuzațiile sale nu erau fiabile, însă rapoartele de proastă administrare în cele două Sicilii au fost larg răspândite în Europa în timpul anului 1850. Scrisorile lui Gladstone au provocat reacții sensibile în întreaga Europă și a ajutat la izolarea diplomatică a regatului înainte de invazia și anexarea regatului celor Două Sicilii de către regatul Piemont.
Guvernul britanic, care a fost aliat și protector al dinastiei Bourbon în timpul războaielor napoleoniene, avea interese suplimentare pentru a limita independența regatului guvernat de Ferdinand al II-lea. Guvernul britanic avea interese de afaceri extinse în Sicilia și se baza pe sulful sicilian pentru anumite industrii. Regele a încercat să limiteze influența britanică care începuse să provoce tensiuni. 
Cum Ferdinand a ignorat sfatul guvernelor britanic și francez, aceste puteri și-au chemat ambasadorii în 1856.
Un soldat a încercat să-l asasineze pe Ferdinand în 1856 și mulți cred că infecția în urma rănii de la baioneta soldatului a dus în final la moartea sa. Regele a murit la 22 mai 1859 la Caserte la vârsta de 49 de ani, la scurt timp după ce Al Doilea Imperiu Francez și regatul Sardiniei au declarat război împotriva Imperiului Austriac. Acest lucru va duce mai târziu la invazia în regatul său a lui Giuseppe Garibaldi și la unificarea Italiei în 1861.